# هاميلينكورت
هاميلينكورت (بالفرنسية: Hamelincourt)‏ هي بلدية تقع في إقليم باد كاليه من منطقة نور با دو كاليه في شمال فرنسا. تبلغ مساحة هذه المدينة 6.64 (كم²)، وترتفع عن سطح البحر 105 م، يبلغ عدد سكانها 249 نسمة حسب إحصاء المعهد الوطني للإحصاء والدراسات الاقتصادية سنة 2009 م. وترأس Bruno Duvergé البلدية خلال فترة (2008-2014).